# Еник тип M2
Еник тип M2 (фр. Unic Type M2) је аутомобил произведен 1923. године од стране француског произвођача аутомобила Еник. Ово је модернизован варијанта аутомобила Еник тип J3.